# Кучевский, Мартын Альбертович
Мартын Альбертович Кучевский (1817—1888) — русский генерал, участник Крымской войны.

## Биография
Родился 11 ноября 1817 г., происходил из польских дворян Могилёвской губернии. По окончании в 1838 г. курса в Смоленской гимназии поступил рядовым в пехотный герцога Веллингтона полк; 7 декабря 1841 г. произведён в прапорщики.
Участвовал в Венгерской кампании и за отличие произведён в капитаны и награждён орденом св. Анны 3-й степени с бантом.
В начале Восточной войны был старшим адъютантом штаба 3-го и 4-го пехотных корпусов; с перенесением театра военных действий в Крым назначен старшим адъютантом главного штаба и пробыл в Севастополе всё время осады. За отличия при обороне Севастополя награждён в 1854 г. орденом св. Владимира 4-й степени с бантом и в 1855 г. — золотой саблей с надписью «За храбрость».
В 1860 г. произведён в полковники и, состоя старшим адъютантом дежурного генерала Главного штаба Его Величества, работал во многих комиссиях, как то: в комиссии о губернских и уездных земских учреждениях, состоявшей при Министерстве внутренних дел, в комиссии для пересмотра устава о паспортах и других.
17 апреля 1866 г. произведён в генерал-майоры и назначен по особым поручениям при начальнике Главного штаба. В течение 1867—1868 гг. он был председателем комиссии для рассмотрения вопроса об окладах пенсий чиновников военного ведомства и комиссии для рассмотрения вопроса о прогонных и суточных чинам военного ведомства. За труды в этих комиссиях был удостоен орденов св. Станислава 1-й степени (в 1868 г.) и св. Анны 1-й степени (в 1871 г.).
В 1870 г. назначен членом Главного военно-кодификационного комитета; в 1871 г. принимал участие в работах Комиссии по составлению нового положения о запасных, резервных и местных войсках и о государственном ополчении. В 1874 г. награждён орденом св. Владимира 2-й степени.
В 1876 г. назначен для особых поручений при начальнике главного штаба действующей армии, а с началом движения армии к турецким границам — вторым помощником начальника штаба действующей армии. 6 ноября 1877 г. произведён в генерал-лейтенанты и, состоя в штабе великого князя Николая Николаевича Старшего, принимал активное участие в планировании и проведении боевых операций против турок.
По окончании русско-турецкой войны 1877—1878 гг. вернулся к исполнению обязанностей члена Военно-кодификационного комитета. Среди прочих наград имел ордена Белого Орла (1881 г.) и св. Александра Невского (1885 г.).
Умер 25 февраля 1888 года в Санкт-Петербурге, 29 февраля похоронен на Выборгском католическом кладбище.